# Imephor Impy
Imephor Impy o Imep-Hor Impy (Imp-Ḥr Impy) fue un sumo sacerdote del dios Ptah de Menfis, también conocido como Nikauptah.

## Biografía
Los títulos de Imephor encontrados, procedentes de su tumba, lo ubican en una carrera que sigue a la de los sumos sacerdotes que le han precedido en el Imperio Antiguo de Egipto.
Fue gobernador, probablemente de Menfis, sacerdote sem y sumo sacerdote ritualista, lo que le sitúa al frente del colegio de sacerdotes iniciados en los secretos y ritos del santuario de Ptah, dios principal de la capital, y dios de los artesanos.
El título de "grande de los jefes de los artesanos" también coloca a Imephor a cargo de los artesanos que trabajan en las obras de construcción de templos y necrópolis, incluidas las fundaciones y complejos funerarios reales. También aparece con el título de sacerdote lector (jefe).
Al igual que Ptahshepses Impy, cuyo hermoso nombre comparte, y que es conocido por una estatua del Museo del Louvre, Imephor debe ubicarse cronológicamente al final de la dinastía VI o al comienzo del Primer Período Intermedio.
A falta de otros documentos adicionales, como el último de Ptahshepses, es imposible por el momento especificar el reinado o reinados durante los cuales Imephor ejerció su cargo.
| G36 | S42 | U24 | G5 | M17 | G17 | Aa15 · F51 | D21 · N35 · I9 | F35 | M17 | G17 | Aa15 · Q3 | M17 | M17 | D21 · N35 · I9 | O29V | Q3 · X1 | V28 | N35 · D28 |

| G36 | S42 | U24 | G5 | M17 | G17 | Aa15 · F51 | D21 · N35 · I9 | F35 | M17 | G17 | Aa15 · Q3 | M17 | M17 | D21 · N35 · I9 | O29V | Q3 · X1 | V28 | N35 · D28 |

wr ḫ.rpw hmwt Imp-Ḥr rn=f nfr Impy rn=f ˁȝ Ny-kȝ(w)-Ptḥ
Los restos de su lugar de enterramiento se han hallado en la necrópolis de Kom el-Jamasín (C17), en Saqqara sudoeste.